# (6381) Toyama
(6381) Toyama est un astéroïde de la ceinture principale.

## Description
(6381) Toyama est un astéroïde de la ceinture principale. Il fut découvert le 21 février 1988 à Kitami par Tetsuya Fujii et Kazuro Watanabe. Il présente une orbite caractérisée par un demi-grand axe de 2,26 UA, une excentricité de 0,11 et une inclinaison de 6,1° par rapport à l'écliptique.

## Compléments